# حزب الإصلاح الأردني
حزب الإصلاح الأردني حزب سياسي في الأردن تأسس بتاريخ 23 شباط 2012. وكان بقيادة كليب الفواز قبل وفاته، ثم تسلم عيد الدحيات منصب الأمين العام للحزب. يُصنف الحزب بأنه حزب وسطي قريب للحكومة. شارك الحزب بالانتخابات البلدية والنيابية لكن لم يفز بأي منها. في حين استقال منه بعض الأعضاء المؤسسين بُعيد تأسيسه، كأحدهم الذي استقال بسبب ما ادعاه من «عدم التعاطي مع الرؤى والتوجيهات الملكية بخصوص نشاط الاحزاب الأردنية» وغياب دور الشباب في الحزب